# جون ماثر
جون سي. ماثر (بالإنجليزية:John C. Mather) فلكي ولد في الولايات المتحدة الأمريكية في 7 أغسطس 1945 يعمل في مجال فيزياء فلكية حصل على جائزة نوبل في الفيزياء عام 2006 عن أعماله في مكتشف الخلفية الإشعاعيـة للكون Cosmic Background Explorer بالاشتراك مع جورج سموت. كان COBE هو أول تجربة من أجل قياس تشكل الجسم الأسود وعدم التجانس الاتجاهي anisotropy
لإشعاع الخلفية الميكروية الكونية cosmic microwave background radiation.
ساعد هذا العمل على إثبات نظرية الانفجار العظيم باستخدام مكتشف الخلفية الإشعاعيـة للكون.

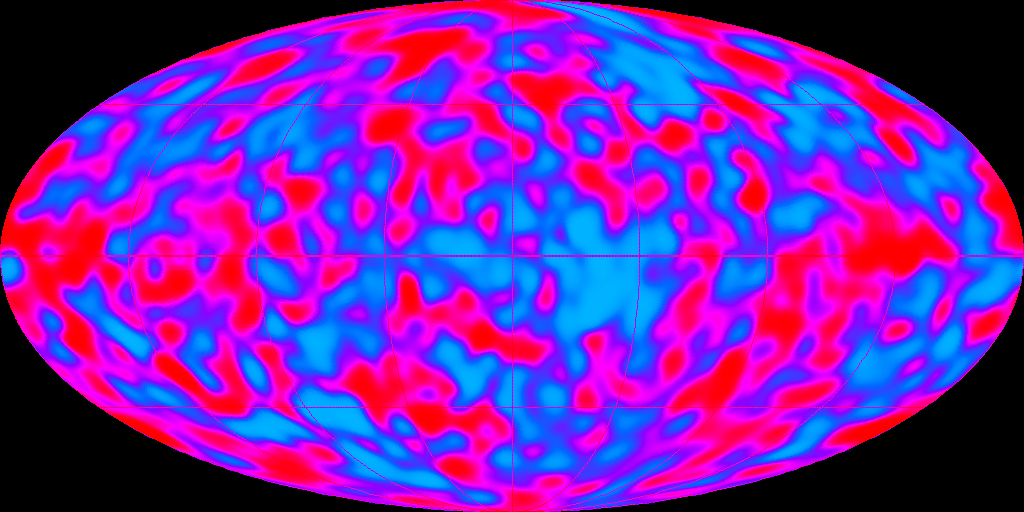
صورة إشعاع الخلفية الميكروية الكونية التي أظهرها مكتشف الخلفية الإشعاعيـة للكون.

## روابط خارجية
- جون ماثر على موقع الموسوعة البريطانية (الإنجليزية)
- جون ماثر على موقع مونزينجر (الألمانية)
- جون ماثر على موقع إن إن دي بي (الإنجليزية)